# Dobřenice (zámek)
Novoklasicistní zámek Dobřenice se nalézá v obci Dobřenice v okrese Hradec Králové. Zámek tvoří spolu s kostelem svatého Klimenta architektonickou dominantu obce a celého jejího okolí. Areál zámku s přilehlým hospodářským dvorem a anglickým parkem je chráněn jako kulturní památka ČR. Národní památkový ústav zámek uvádí v katalogu památek pod rejstříkovým číslem ÚSKP 19539/6-595. 

## Historie
Na místě bývalé tvrze ze 14. století (první dochovaná písemná zmínka o tvrzi je z roku 1514, v roce 1672 se tato tvrz uvádí již jako zpustlá) byl tehdejšími majiteli panství Dobřenskými z Dobřenic v roce 1693 postaven barokní zámek, který poté dvakrát vyhořel, poprvé v roce 1775 za selského povstání, podruhé v roce 1860. Následně byly zbylé části zámku strženy a nově byl roku 1865 vystavěn zámek nový v novoklasicistním stylu.
Roku 1928 dobřenický velkostatek koupil generální ředitel Škodových závodů v Plzni, JUDr. Karel Loevenstein, který ihned po převzetí zámku provedl jeho adaptaci. Loevenstein zemřel roku 1938 a dva roky poté byla na celý statek spolu se zámkem uvalena německá nucená správa. Roku 1945 byl majetek navrácen rodině Loevensteinových, ale krátce na to byl roku 1948 znárodněn a od padesátých let na zámku sídlila šlechtitelská stanice Výzkumného a šlechtitelského ústavu řepařského. Roku 1993 byl celý areál zámku v rámci restituce vrácen potomkům Loevensteinů. Nyní je v přilehlých hospodářských budovách umístěna jezdecká škola a chov koní a zámek je využíván pro hotelové účely.

## Galerie

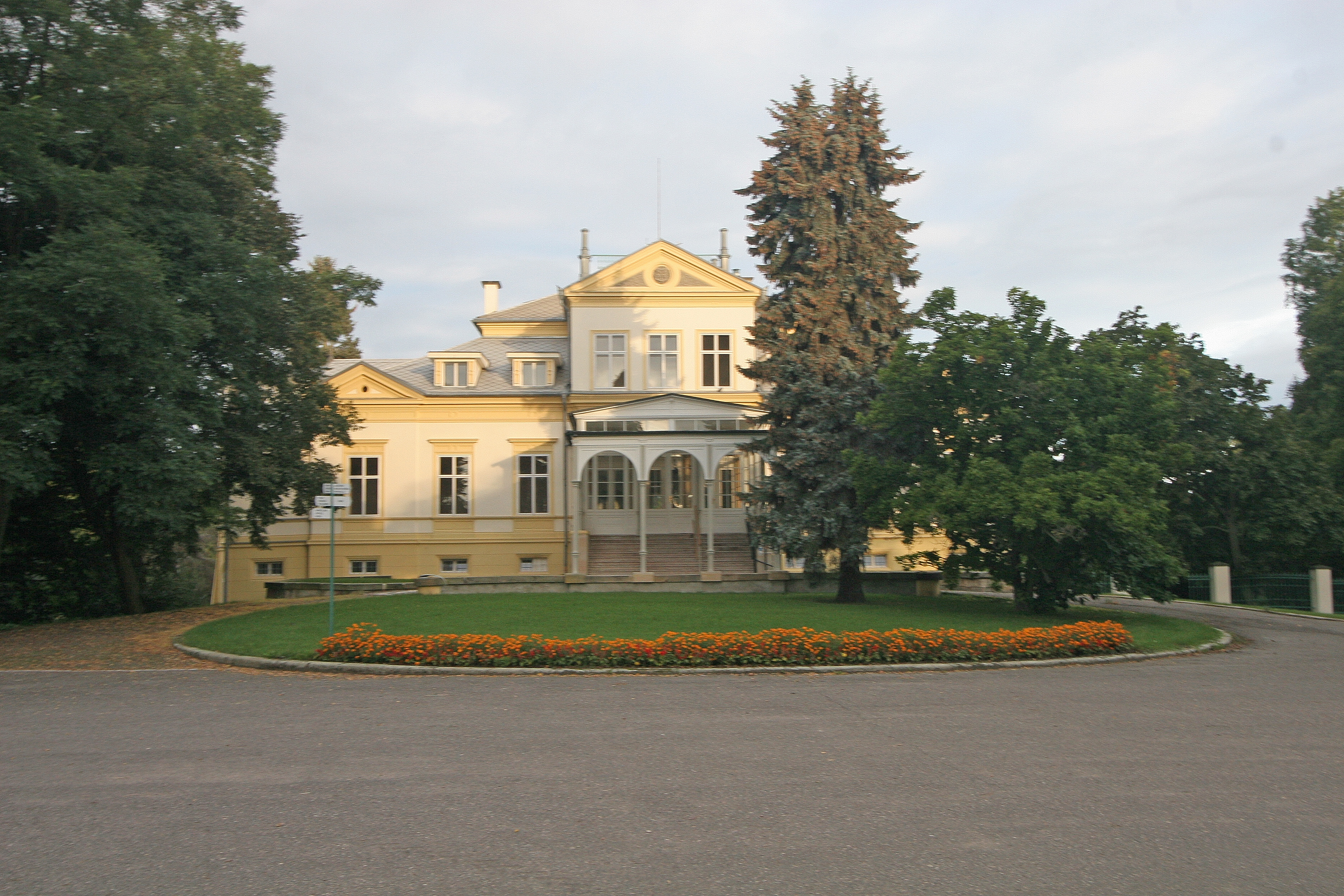
pohled na zámek Dobřenice
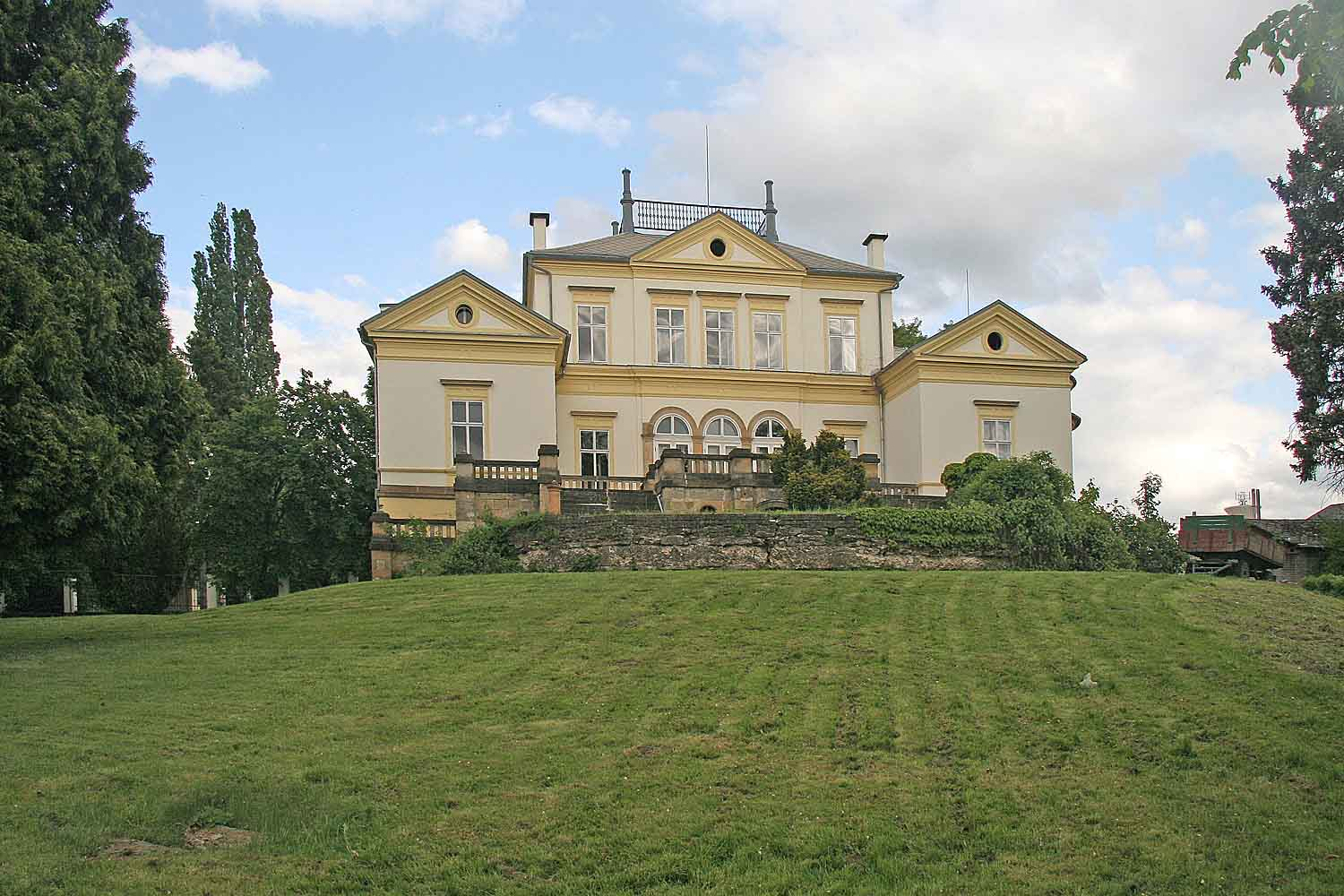
pohled na zámek Dobřenice
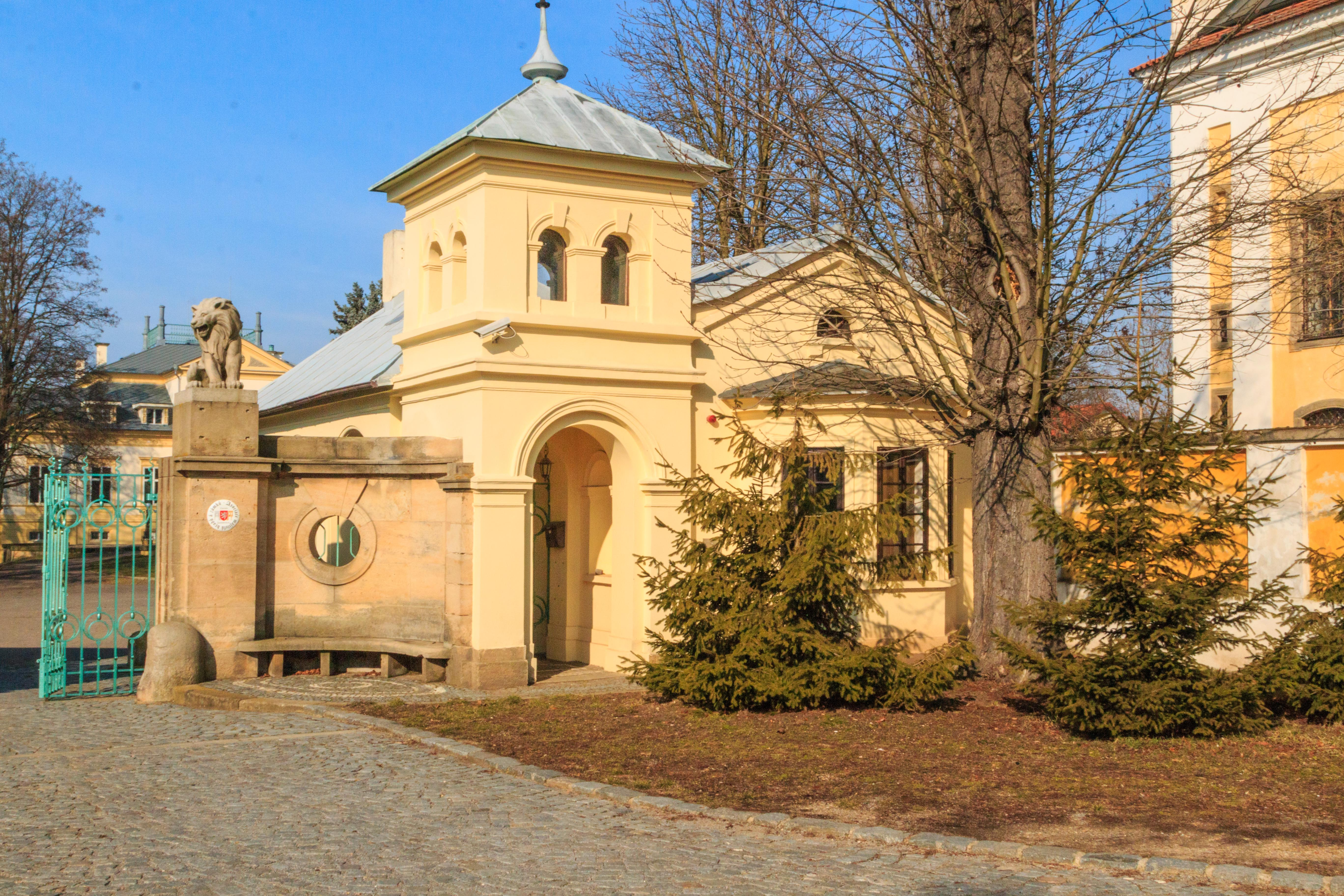
Dobřenice (zámek) - vstupní vrátnice
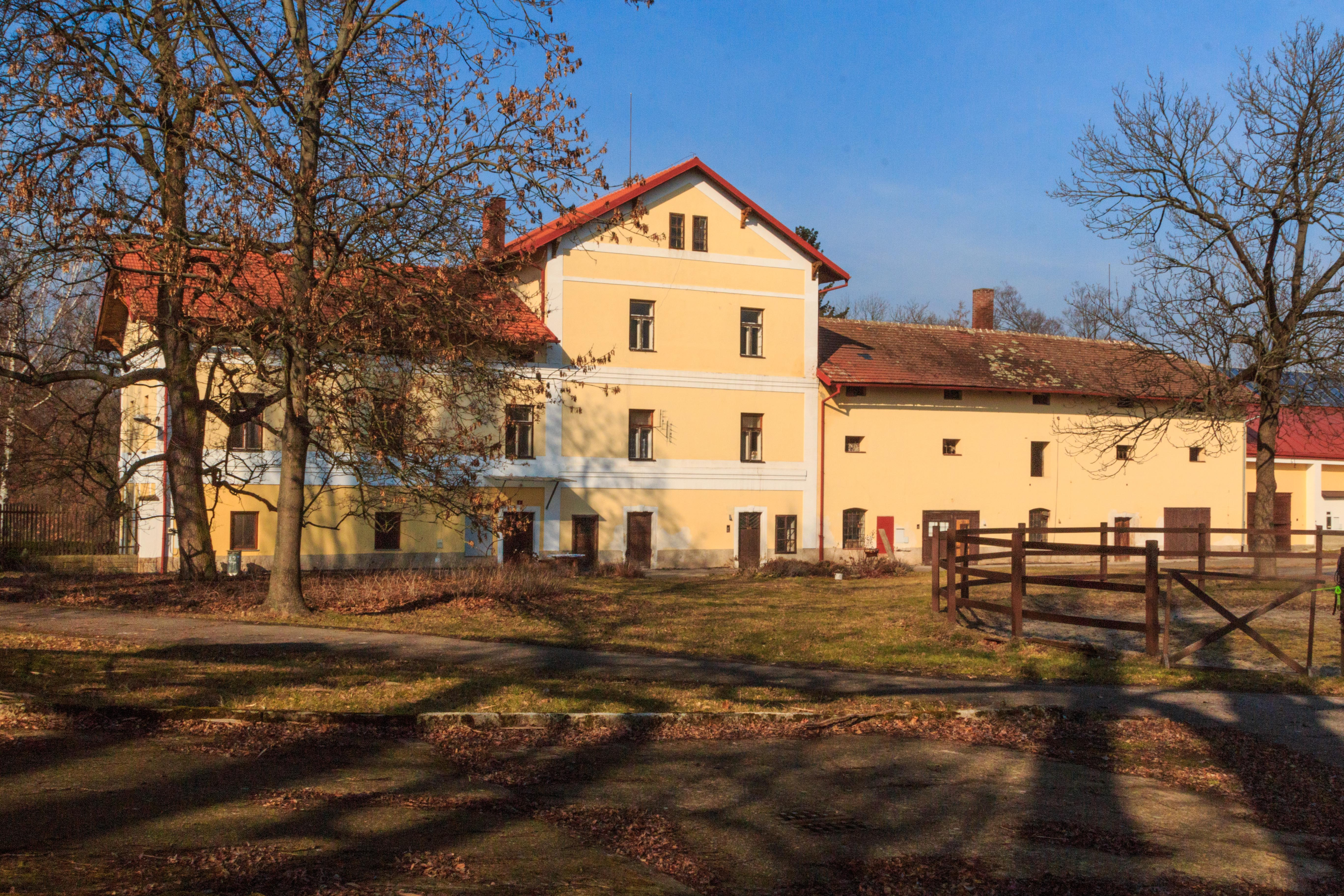
Dobřenice (zámek) - hospodářské budovy u zámku
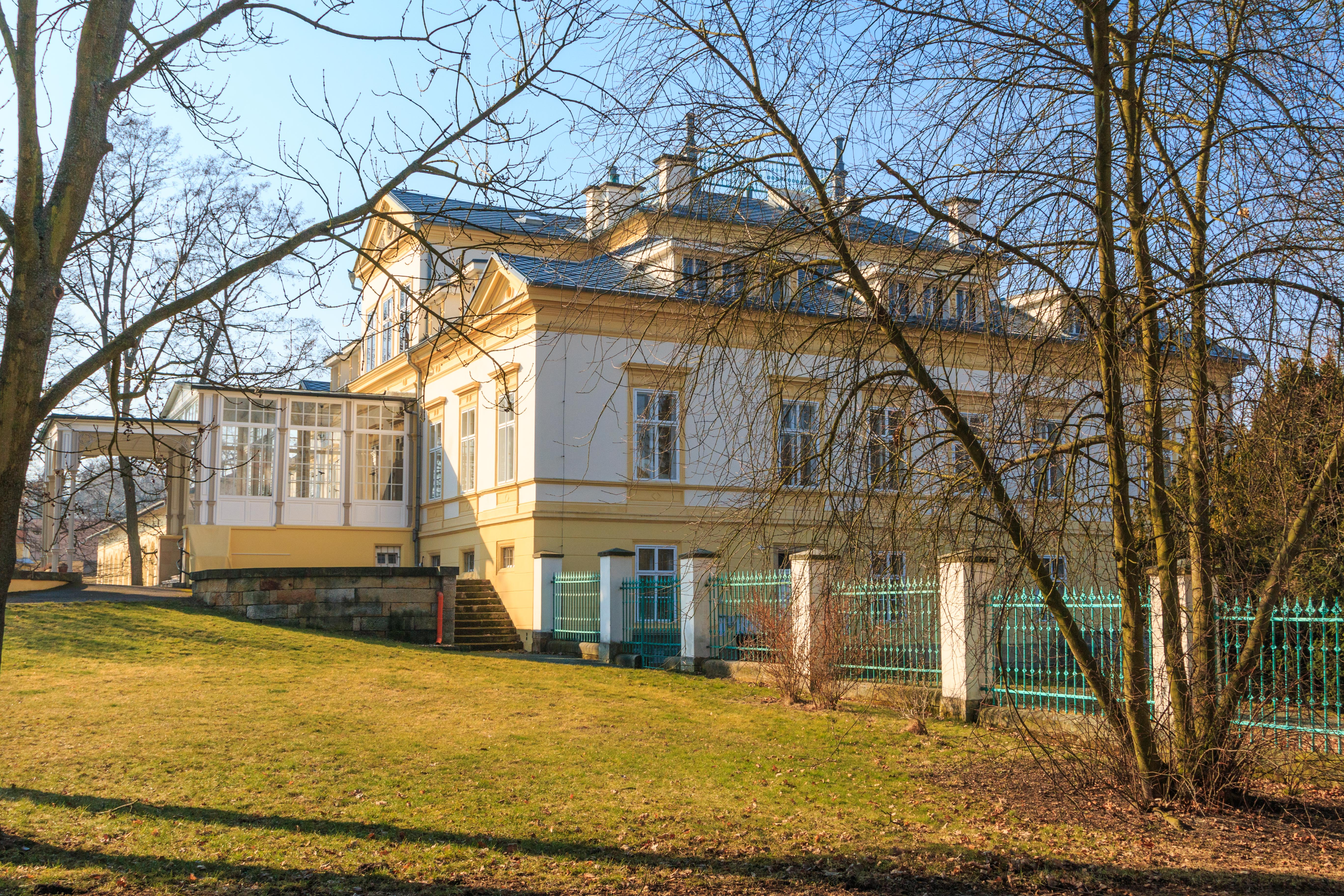
Dobřenice (zámek)